# Frédéric Luz
Frédéric Luz (nacido Frédéric Nicolas Jacques Rodriguez-Luz; Toulouse, 9 de marzo de 1964) es un escritor y heraldista francés. Fue pretendiente al extinto trono del Reino de la Araucanía y la Patagonia, desde 2018 hasta su destitución en 2023.

## Biografía
Frédéric Rodriguez-Luz ha estudiado literatura moderna y es miembro de un club de tiro. Vive en Francia, está casado y tiene dos hijos.
Desde 1984, Luz ha trabajado profesionalmente como heraldista y ha publicado una serie de trabajos sobre el tema. Fue consejero heráldico de Enrique de Orleans, conde de París. Entre 2003 y 2004, creó escudos de armas para ciudades y ministerios del gobierno de Senegal, así como para los presidentes senegaleses Léopold Sédar Senghor y Abdoulaye Wade. Por su trabajo, fue nombrado Comandante de la Orden Nacional del León de Senegal.
Frédéric Luz fue nombrado vicepresidente de la ONG Auspice Stella, que trabaja para promover los derechos del pueblo mapuche en la comunidad internacional.
El 24 de marzo de 2018, en una reunión del Consejo de Regencia del Reino de Araucanía, Luz fue elegido como el nuevo "príncipe de Araucanía y Patagonia"; un reino que ha sido considerado como legalmente inexistente y sin reconocimiento internacional». Al respecto, ya en 1873, el Tribunal Penal de París había determinado que Antoine de Tounens, el primer rey de Araucanía y Patagonia, no justificaba su estatus como soberano.
El 14 de marzo de 2023, Frédéric fue "destituido" por los miembros del Consejo del Reino y del Consejo de Estado, quienes argumentaron que se hallaba abrumado por las exigencias de su cargo. Frédéric a catalogado la acción como un "golpe de estado". El 12 de abril, el Consejo del Reino trasladó el mando de pretendiente a Philippe Delorme, bajo el nombre de «Philippe II».

## Obras
- Armorial de France et d'Europe, No. 1, (Courtnay, 1990)
- Armorial de France et d'Europe, No. 2, (Gaillac: La Place royale éditions, 1991)
- Le soufre & l'encens: Enquête sur les Eglises parallèles et les évêques dissidents, (Paris: C. Vigne, 1995)
- Le blason & ses secrets: Retrouver ou créer ses armoiries aujourd'hui, (Paris: C. Vigne, 1995)
- Blasons des familles d'Europe: Grand armorial universel, (Gaillac: La Place royal éditions, 1996)
- Dictionnaire du blason / L.-A. Duhoux d'Argicourt, prefacio de Frederic Luz, (Gaillac: La Place royale éditions, 1996)
- Armorial de France et d'Europe, No. 6, (Gaillac: La Place royal éditions, 1998)
- Orthodoxie, (Puiseaux : Pardès, 2001)
- Armorial de France et d'Europe, (Gaillac: La Place royale éditions, 2002)
- Armorial de France et d'Europe, (Gaillac: La Place royale éditions, 2005)